# Lijst van kuuroorden in Duitsland
De totale lijst van kuuroorden in Duitsland. Duitse kuuroorden beginnen bijna altijd met Bad voor de plaatsnaam. Ligt het kuuroord aan de zee, dan wordt er Nordseebad of Ostseebad voor gezet.

## A

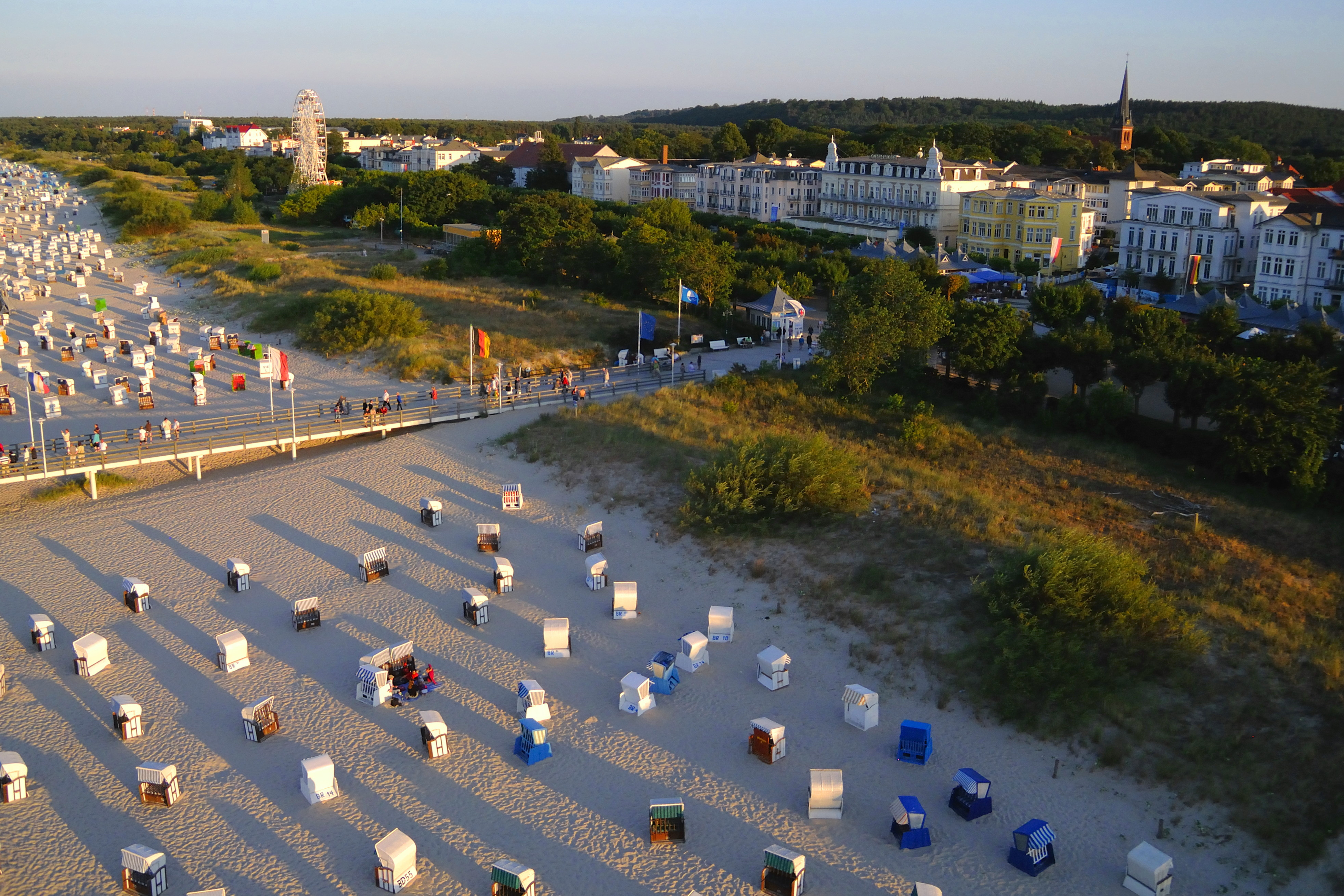
Ahlbeck, Usedom

- Aachen (Aken)
- Ahlbeck, Usedom
- Alexisbad
- Bad Abbach
- Bad Aibling
- Bad Arolsen

## B
- Bad Belzig
- Bad Bentheim
- Bad Bergzabern
- Bad Berka
- Bad Berleburg
- Bad Bevensen
- Bad Birnbach
- Bad Bramstedt
- Bad Breisig
- Bad Brückenau
- Bad Buchau
- Bad Wörishofen
- Baden-Baden
- Badenweiler
- Bansin, Usedom
- Binz, Rügen

## C
- Bad Cannstatt (Stuttgart)

## D
- Bad Doberan
- Bad Dürkheim

## E
- Bad Elster
- Bad Ems
- Bad Endorf
- Bad Essen

## F
- Bad Fallingbostel
- Bad Frankenhausen
- Bad Freienwalde
- Bad Füssing

## G
- Bad Gandersheim
- Bad Godesberg
- Bad Gottleuba-Berggießhübel
- Bad Grönenbach

## H
- Bad Harzburg
- Bad Hersfeld
- Bad Homburg
- Bad Honnef
- Heilbad Heiligenstadt
- Heringsdorf, Usedom

## I
- Bad Iburg

## K
- Bad Kissingen
- Bad Klosterlausnitz
- Bad König
- Bad Königshofen
- Bad Kösen
- Bad Köstritz
- Bad Kreuznach
- Kreuth
- Bad Krozingen

## L
- Bad Lausick
- Bad Lauterberg
- Bad Liebenstein
- Bad Liebenwerda

## M
- Bad Marienberg
- Bad Mergentheim
- Bad Münder am Deister
- Bad Münstereifel
- Bad Münster am Stein-Ebernburg

## N
- Bad Nauheim
- Bad Nenndorf
- Bad Neuenahr-Ahrweiler
- Bad Neustadt

## O
- Bad Oeynhausen
- Bad Orb

## P
- Bad Pyrmont

## R
- Bad Reichenhall
- Bad Rothenfelde

## S
- Bad Säckingen
- Bad Salzuflen
- Bad Salzungen
- Sassnitz, Rügen
- Bad Saulgau
- Bad Schwartau
- Bad Segeberg
- Ostseebad Sellin, Rügen
- Bad Sulza
- Bad Sülze

## T
- Bad Tölz
- Tegernsee
- Titisee-Neustadt

## V
- Bad Vilbel

## W
- Waren (Müritz)
- Warnemünde, Rostock
- Bad Wiessee
- Bad Wildbad
- Bad Wildungen
- Bad Windsheim
- Bad Wörishofen
- Wiesbaden

## Z
- Zingst, Usedom
- Zinnowitz, Usedom